# Tamarix canariensis
Tamarix canariensis är en tamariskväxtart som beskrevs av Carl Ludwig von Willdenow. Tamarix canariensis ingår i släktet tamarisker, och familjen tamariskväxter. Inga underarter finns listade.

## Bildgalleri

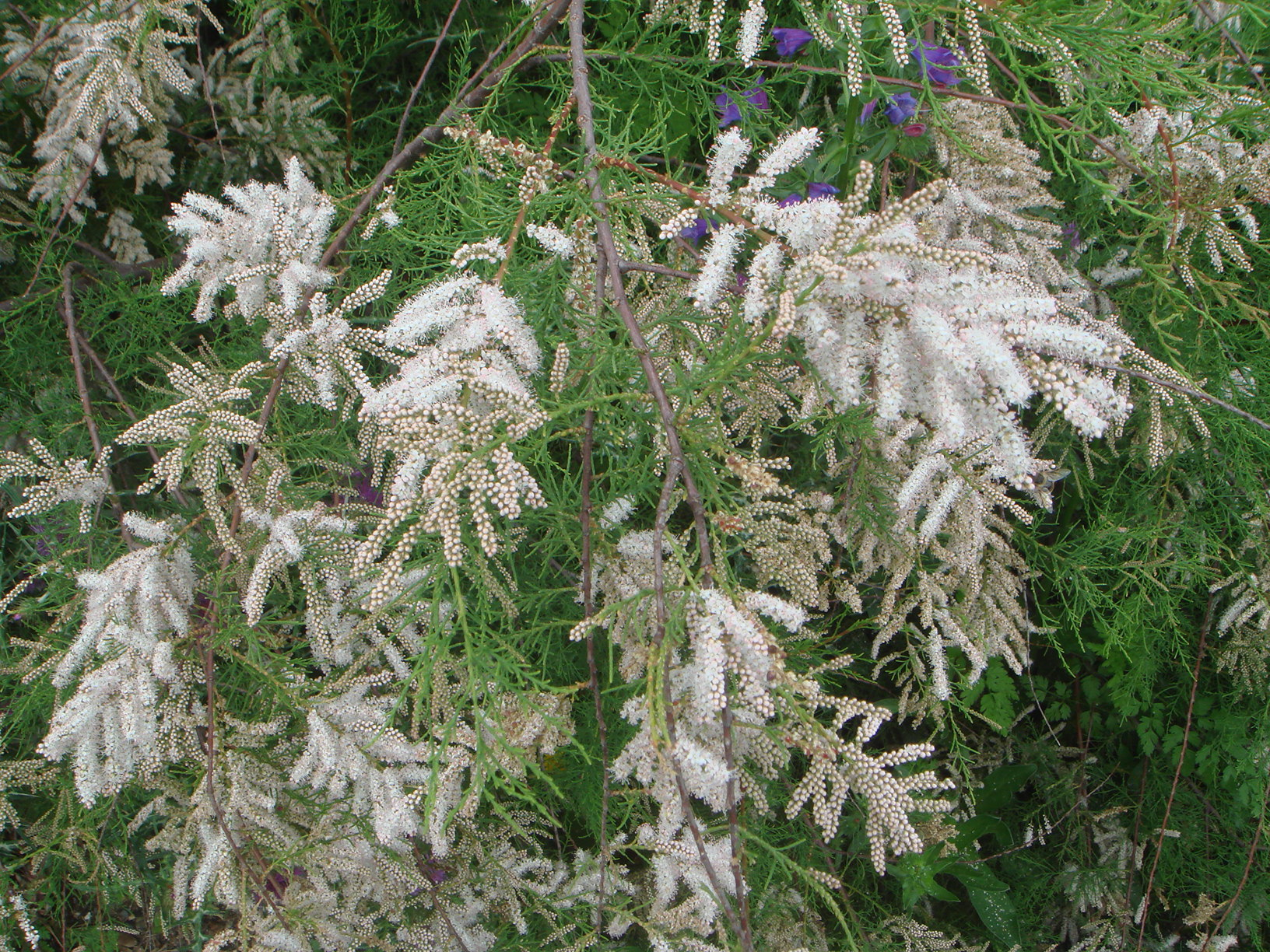
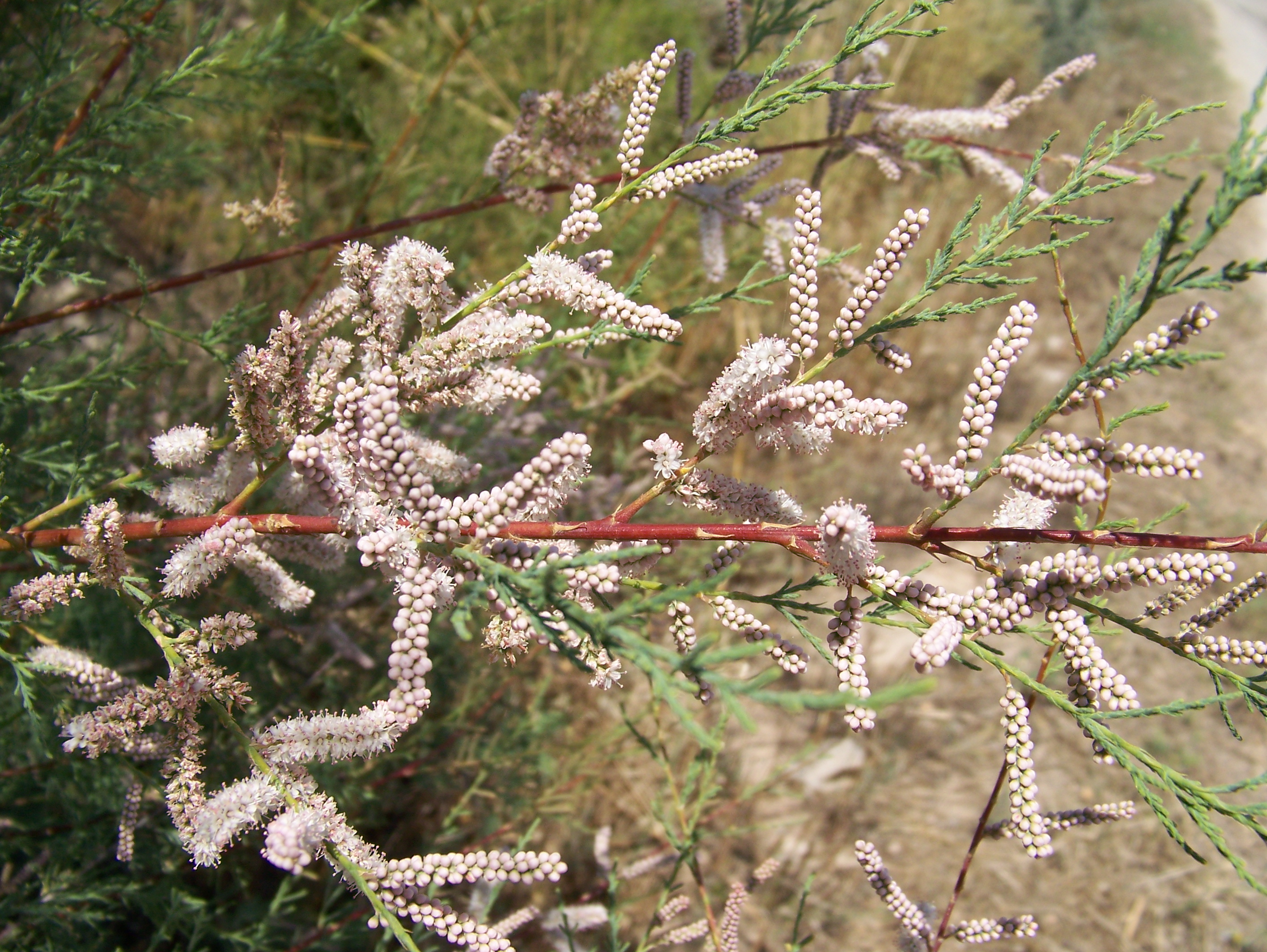
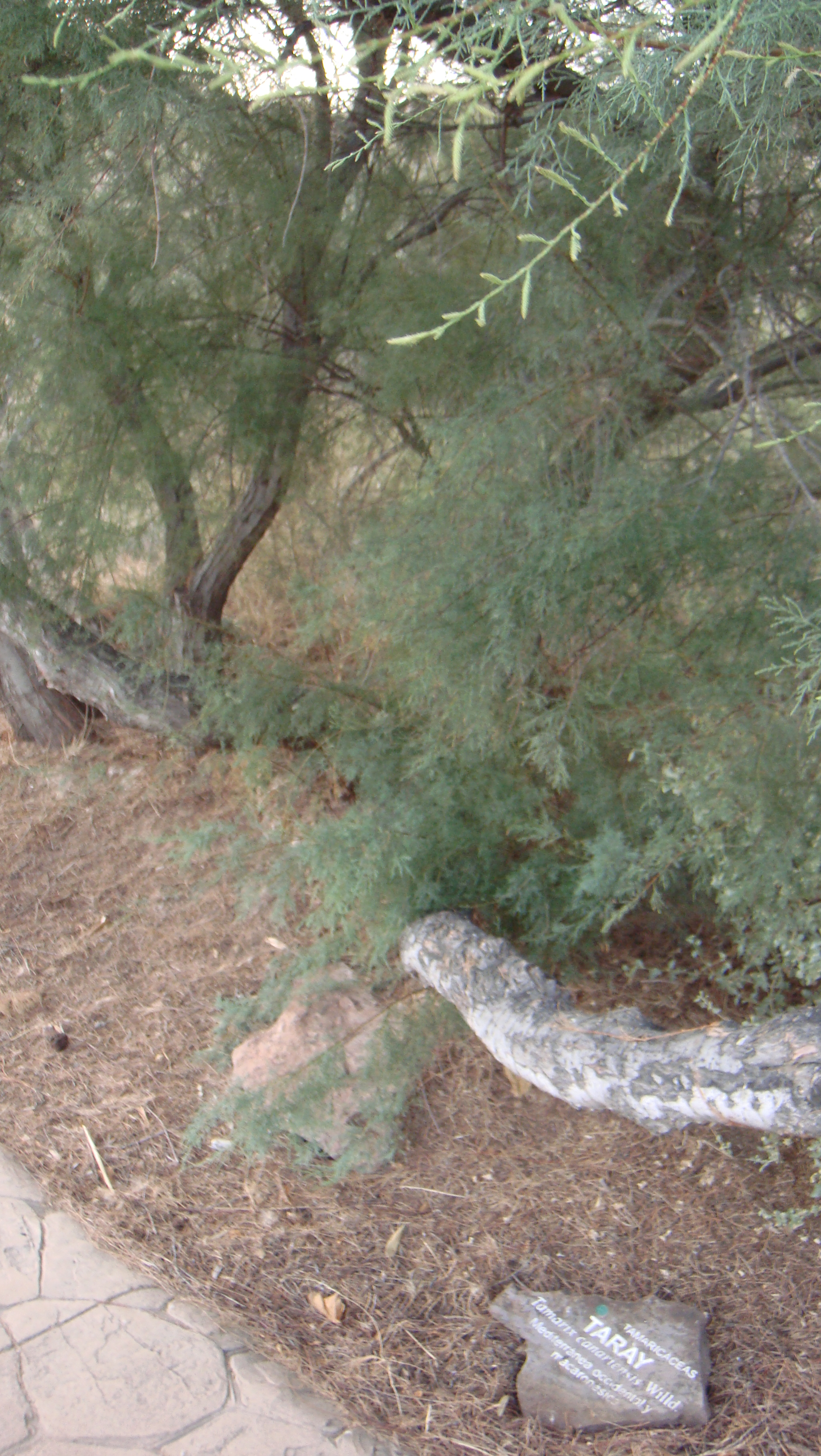
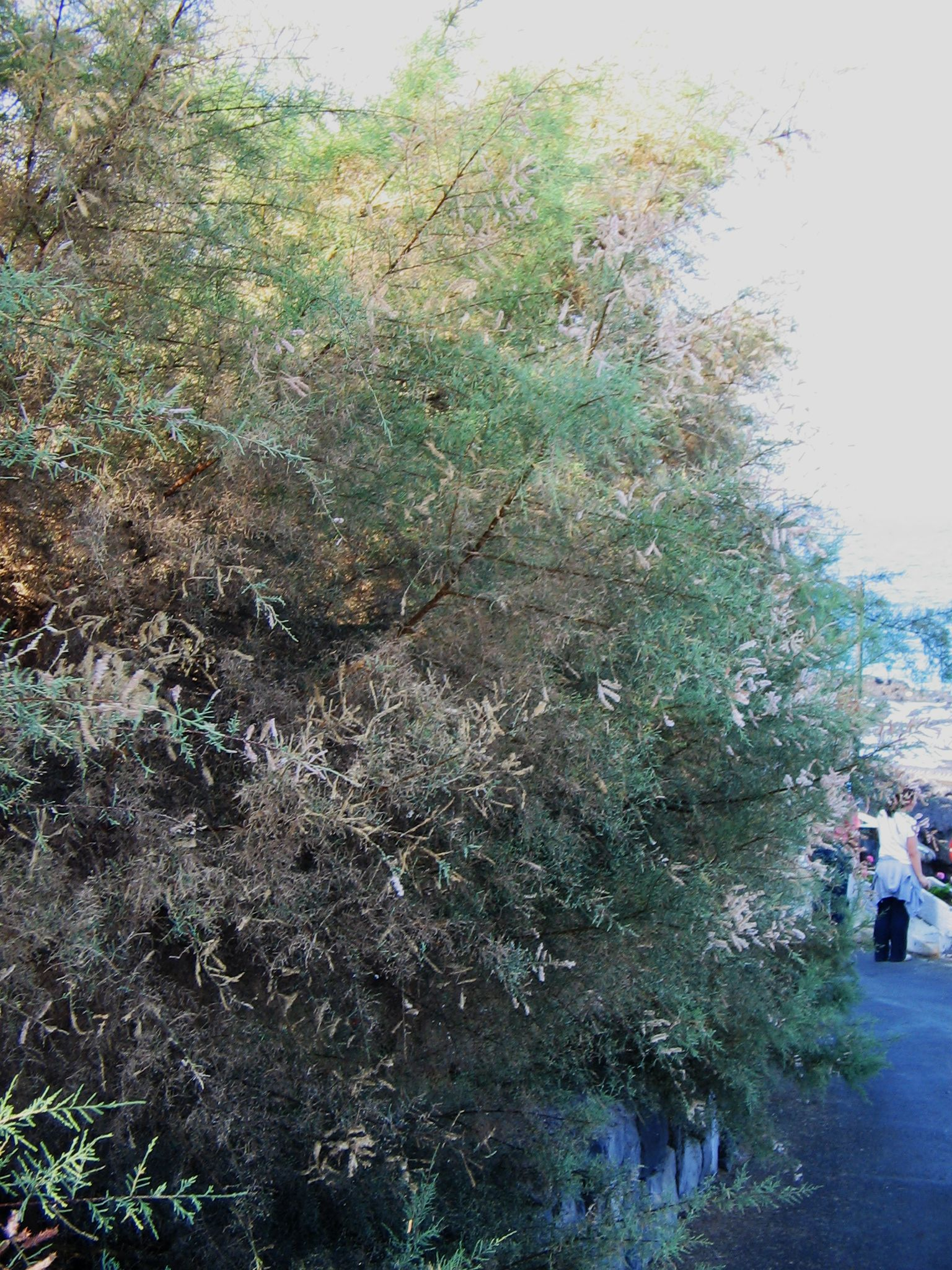